# 발찬 FC
발찬 FC(Balzan Football Club)는 발찬을 연고로 하는 몰타의 축구 클럽이다. 현재는 몰타 프리미어리그에 참가하고 있다.

## 선수 명단

### 현역
- 올루와토빌로바 아워산야
- 한의권(2024 ~ )
- 니콜라 브라우노비치
- 레오나르두 다 시우바 소자(2023 ~ )
- 니콜라 제르잘
- 다닐로 골로비치
- 알렉사 안드레이치